# Wojciech Kowalczyk
Wojciech Kowalczyk (nascido em 14 de abril de 1972), (Varsóvia, Polônia)., mais conhecido como simplesmente Kowalczyk, é um ex-futebolista profissional polaco que atuava como atacante. Wojciech Kowalczyk conquistou a medalha de prata em Barcelona 1992. Kowalczyk foi um dos artilheiros desta competição, ficando em quarto lugar entre os artilheiros, com 4 gols, um destes na final da competição

## Carreira
Kowalczyk começou sua carreira de jogador de futebol em um pequeno clube da cidade de Varsóvia, chamado Olimpia.. Aos 22 anos já tinha jogado 20 jogos pela Seleção da Polônia
Conquistou uma medalha de prata com a sua seleção em 1992, pelos Jogos Olímpicos de 1992 em Barcelona., em que sua seleção chegou a final e enfrentou os anfitriões, a Seleção da Espanha, onde perderam por 3x2. Kowalczyk foi um dos artilheiros desta competiçãos, com 4 gols e, com isso, ficando em quarto lugar entre os artilheiros. Fez um dos dois gols a favor da Polônia na final desta competição